# 9 × 39 mm
El 9 × 39 mm es un cartucho de fusil soviético/ruso. Está basado en el cartucho soviético 7,62 x 39, pero con un cuello ampliado para dar cabida a una bala de 9 mm.

## Historia
El cartucho fue diseñado por N. Zabelin, L. Dvoryaninova y Y. Frolov de la TsNIITochMash en la década de 1980. La intención era crear un cartucho subsónico para armas de fuego con supresor de sonido para unidades de fuerzas especiales que tuviera más poder, rango y penetración que otros cartuchos. Al igual que el cartucho de 5,45 x 39, el 9 x 39 SP-5 tiene una bolsa de aire en la punta, que mejora enormemente su capacidad de orientación.

## Variantes
- SP-5 (7N8): El SP-5 (СП-5) (SP: Patrón Spetsialnyj, "Cartucho Especial") fue desarrollado por Nikolai Zabelin. Se trata de un cartucho que monta una bala encamisada (FMJ) convencional con núcleo de plomo, pero desarrollado para la precisión.

- SP-5UZ: El SP-5UZ (СП5-УЗ) es una variante del SP-5, con carga propulsora incrementada, destinado a probar la resistencia especifica del cañón y otras piezas de las armas.

- SP-6 (7N9): El SP-6 (СП-6) fue desarrollado por Yuri Frolov. Cuenta con un núcleo antiblindaje de metal templado, que puede penetrar 2 mm de acero a 500 metros, 2,8 mm de titanio o 30 capas de Kevlar a 200 metros. A 100 metros penetra 8 mm de acero, mientras que conserva la energía suficiente para neutralizar un soldado detrás de él.

- SP-6UCh: El SP-6UCh (СП-6УЧ) es una variante del SP-6 usado para entrenamiento.

- PAB-9 (7N12): La bala del SP-6 es cara, por lo que se hizo un intento de hacer una versión de menor costo del cartucho. En la bala de PAB-9 (ПАБ-9) se utilizó un núcleo de acero estampado en lugar de uno de acero mecanizado. Se sacrificó demasiado su rendimiento para ser utilizable. Su uso está prohibido a partir de 2011.[4]

- SPP: El SPP (СПП) (SPP: Snaiperskie Povishennaya Probivaemost, "francotirador-mayor penetración") es una cartucho de francotirador con carga propulsora incrementada y una mayor penetración.

- BP: El BP (БП) (TA: Broneboin'ie Pulya, "Bala antiblindaje") es un cartucho antiblindaje, con bala perforante de punta hueca.

## Armas que lo usan
- 9A-91
- AK-9
- AS Val
- OTs-12 Tiss
- OTs-14-4A "Groza"
- SR-3, SR-3M "Vikhr"
- VSK-94
- VSS Vintorez